# Mont Suishō
Le mont Suishō (水晶岳, Suishō-dake) est une montagne du Japon située dans la préfecture de Toyama. Il est classé parmi les 100 montagnes célèbres du Japon.

## Toponymie
Le mont Suishō (littéralement « mont cristal ») doit son nom aux filons de quartz trouvés à son pied et à son sommet.
La couleur noir dominante de son pic rocheux lui vaut d'être aussi nommé Kurodake (黒岳, litt. « mont noir »).

## Géographie

### Situation, topographie
Le mont Suishō, dont le sommet culmine à une altitude de 2 986 m, est situé dans le Sud-Est de la ville de Toyama. Il fait partie des monts Hida dans le parc national de Chūbu-Sangaku, entre le barrage de Kurobe qui forme un lac artificiel au nord et le mont Washiba au sud. Il est bordé à l'est et à l'ouest par deux affluents du fleuve Kurobe.

### Végétation
La limite des arbres du mont Suishō est faite de pins nains de Sibérie, espèce d'arbre caractéristique des paysages de l'étage alpin des montagnes japonaises.